# Liste des communes de Soule

Carte de la Soule

Liste des 43 communes de la Soule en français et en basque.
La Soule est la plus petite des 7 provinces basques. Les communes sont situées :
- Pour une grande partie dans le canton de Montagne Basque, et un peu dans le canton du Pays de Bidache, Amikuze et Ostibarre et dans la communauté d'agglomération du Pays Basque
- Gestas dans le canton du Cœur de Béarn
- Esquiule dans le canton d'Oloron-Sainte-Marie-1

Il faut remarquer la discontinuité territoriale entre la commune de Gestas et le reste de la Soule.
| Nom officiel                    | Nom en basque                 | Détails |
| ------------------------------- | ----------------------------- | --- |
| Ainharp                         | Ainharbe                      | |
| Alçay-Alçabéhéty-Sunharette     | Altzai-Altzabeheti-Zunharreta | |
| Alos-Sibas-Abense               | Aloze-Ziboze-Onizegaine       | |
| Aroue-Ithorots-Olhaïby          | Arüe-Ithorrotze-Olhaibi       | |
| Arrast-Larrebieu                | Ürrustoi-Larrebille           | |
| Aussurucq                       | Altzürukü                     | |
| Barcus                          | Barkoxe                       | |
| Berrogain-Laruns                | Berrogaine-Lahüntze           | |
| Camou-Cihigue                   | Gamere-Zihiga                 | |
| Charritte-de-Bas                | Sarrikotape                   | |
| Chéraute                        | Sohüta                        | |
| Domezain-Berraute               | Domintxaine-Berroeta          | |
| Espès-Undurein                  | Espeize-Ündüreine             | |
| Esquiule                        | Eskiula                       | Commune souletine en terre béarnaise. Elle n'appartient pas au "Pays Basque" au sens de la loi dite Pasqua de 1995, ni a la communauté d'agglomération du Pays Basque.              |
| Etcharry                        | Etxarri                       | |
| Etchebar                        | Etxebarre                     | |
| Garindein                       | Garindaine                    | |
| Gestas                          | Jeztaze                       | Exclave souletine en Béarn sous l'Ancien Régime. Elle ne fait pas partie du "Pays basque" au sens de la loi dite Pasqua de 1995, ni a la communauté d'agglomération du Pays Basque. |
| Gotein-Libarrenx                | Gotaine-Irabarne              | |
| Haux                            | Hauze                         | |
| Idaux-Mendy                     | Idauze-Mendi                  | |
| Lacarry-Arhan-Charritte-de-Haut | Lakarri-Arhane-Sarrikotagaine | |
| Laguinge-Restoue                | Liginaga-Astüe                | |
| Larrau                          | Larraine                      | |
| L'Hôpital-Saint-Blaise          | Ospitalepea                   | |
| Lichans-Sunhar                  | Lexantzü-Zünharre             | |
| Licq-Athérey                    | Ligi-Atherei                  | |
| Lohitzun-Oyhercq                | Lohitzüne-Oihergi             | |
| Mauléon-Licharre                | Maule-Lextarre                | |
| Menditte                        | Mendikota                     | |
| Moncayolle-Larrory-Mendibieu    | Mitikile-Larrori-Mendibile    | |
| Montory                         | Montori                       | |
| Musculdy                        | Muskildi                      | |
| Ordiarp                         | Urdiñarbe                     | |
| Ossas-Suhare                    | Ozaze-Zühara                  | |
| Osserain-Rivareyte              | Ozaraine-Erribareita          | |
| Pagolle                         | Pagola                        | La frontière entre la Soule et la Basse-Navarre se situe au sein même de la commune.                                                                                                |
| Roquiague                       | Arrokiaga                     | |
| Sainte-Engrâce                  | Urdatx-Santa-Grazi            | |
| Sauguis-Saint-Étienne           | Zalgize-Doneztebe             | |
| Tardets-Sorholus                | Atharratze-Sorholüze          | |
| Trois-Villes                    | Iruri                         | |
| Viodos-Abense-de-Bas            | Bildoze-Onizepea              | |

## Sources
1. ↑  Voir par exemple l'article « Pagolle » de l'encyclopédie basque Euskomedia (en espagnol)